# Деркач, Юрий Владимирович
Юрий Владимирович Деркач (род. 26 марта 1970, Кишинёв) — российский актёр театра и кино, актёр дубляжа.

## Биография
Родился 26 марта 1970 года в Кишинёве. Учёба: Кишинёвский институт искусств (курс Юрия Хармелина), Высшее театральное училище имени Б. В. Щукина (курс М. А. Пантелеевой).
В Кишинёве работал в театре-студии «На улице Роз», а также на радиостанции «Polidisc».
В 1997 году переехал в Москву, где работал на радиостанциях «Наше радио», «Максимум», «Коммерсантъ-FM».
С начала 2000-х годов озвучивает рекламные ролики.
В 2001 году снялся в фильме «Герой её романа».
В 2002 году окончил ГИТИС, факультет режиссуры (курс С. М. Дитятева).
Но более всего известен именно как актёр дубляжа. Его голосом говорят многие популярные актёры: Брэд Питт в фильмах «Троя», «Вавилон», «Древо жизни», «Ограбление казино»; Дуэйн Джонсон в фильмах «Широко шагая», «Doom», «Копы в глубоком запасе»; Харрисон Форд в киносаге «Звёздные войны» (эпизоды 4-6); Арнольд Шварценеггер в фильме «Хищник» и др. Также голос Юрия Деркача можно услышать в большом количестве рекламных роликов на радио и телевидении. Занимается озвучиванием компьютерных игр.
С 2004 года сотрудничает с «Первым каналом»: озвучивал телепередачи «Большие гонки», «Модный приговор», «Знакомство с родителями», «Малахов+», «Участок», «Познер» и «Контрольная закупка», а также был голосом анонсов телеканала на время летнего отпуска его основного диктора Алексея Неклюдова с 2004 по 2007 год.
С 2007 по 2008 год озвучивал анонсы предстоящих передач и фильмов на телеканале «ТВ Центр».
В 2009 озвучивал документальный цикл «Советские биографии» на НТВ.
С 31 января по 28 февраля 2010 года озвучивал видеосюжеты в программе СТС «INTERсеть».
В 2013—2014 годах был голосом ТНТ.
В 2016 был закадровым голосом реалити-шоу «Охота» на НТВ.
С февраля 2017 года является бренд-войсом телеканала «Че».
Женат, воспитывает дочь.

## Озвучивание компьютерных игр
- 2003 — Max Payne 2 — Макс Пейн
- 2008 — Collapse — Марк
- 2010 — Mafia II - Генри Томасино[1]
- 2015 — Ведьмак 3: Дикая Охота — Эвальд Борсоди
- 2017 — StarCraft: Remastered — Архонт[2]

## Чтение аудиокниг
- 2011 — «Знак четырёх», Артур Конан Дойл, изд. Радио Культура[3]